# Legends of Norrath
Legends of Norrath est un ancien jeu de cartes à collectionner en ligne inspiré de l'univers des jeux vidéo EverQuest et EverQuest II.
Disponible du 5 septembre 2007 au 17 août 2016, et uniquement sur Internet (il n'existait pas de cartes physiques), il pouvait se jouer soit à travers les clients d'EverQuest et EverQuest II, soit à travers un client indépendant.

## Les bases du jeu
Chaque joueur utilise un deck composé d'au moins 50 cartes, parmi lesquelles doivent obligatoirement figurer 1 carte d’avatar, qui représentera son personnage durant la partie, et 4 cartes de quête de difficulté croissante, qui pourront être jouées par lui ou par son adversaire.
Un joueur peut gagner de plusieurs façons :
- en tuant l'Avatar adverse
- en réussissant 4 Quêtes
- en vidant le deck de son adversaire

## Les archétypes
Les Avatars peuvent être de 4 archétypes :
- Combattant : il est particulièrement à l'aise au combat au corps à corps.
- Mage : il manipule la magie élémentale pour terrasser son adversaire.
- Prêtre : il possède des sorts de soin et de défense très efficaces.
- Éclaireur : il affectionne la fourberie et le combat à distance.

Un avatar ne peut jouer que des cartes correspondant à son archétype. Il existe également un 5e archétype Générique introduit avec la 4e extension, Ethernauts.

## Les cartes
Les cartes s'obtiennent de plusieurs façons :
- en débutant, chaque nouveau joueur se voit offrir un "Starter Deck" et un "Booster". Chaque Starter comporte une carte d'avatar et des cartes utilisables par cet avatar, permettant ainsi de jouer immédiatement sans rien débourser. Chaque Booster comporte 15 cartes aléatoires
- en réussissant certains scénarios intégrés au jeu
- en participant à des tournois en ligne
- en faisant des échanges en ligne avec d'autres joueurs
- en achetant sur la boutique en ligne de SoE

Les divers types de cartes sont :
- Avatar : elle représente le personnage de chaque joueur, avec un certain nombre de points de vie.
- Quête : à tout moment, 2 cartes de Quête sont posées sur le tapis de jeu. Chacune a un niveau de difficulté (2, 4, 5 ou 6). Les deux quêtes les plus faciles sont jouées en premier. Pour réussir une quête, un joueur doit placer sur cette quête un nombre de points supérieur ou égal au niveau de la quête, ces points étant obtenus grâce aux cartes d'Aptitude.
- Objet : elles représentent l'équipement de chaque joueur, et peuvent parfois être utilisées pour obtenir certains bonus (se soigner, piocher une carte, engager une unité adverse ...)
- Unité : elles représentent les alliés de chaque joueur. Lorsqu'elle est jouée, une unité doit être placée sur l'une des deux quêtes. Lorsqu'un joueur tente une quête, son avatar doit alors affronter les unités adverses sur cette quête. Chaque unité est engagée dès qu'elle effectue une action (attaquer, se défendre, soigner une unité alliée ...) Une fois engagée, elle ne peut plus interagir avant d'être à nouveau dégagée.
- Aptitude : elles servent essentiellement à obtenir des points de quête. Elles peuvent également parfois être engagées pour obtenir un bonus (attaque, défense, bonus de dégâts ...)
- Tactique : elles servent en phase de combat et/ou de défense, et permettent d'obtenir alors un bonus : augmenter la défense, blesser une unité adverse ...

Il existe également des cartes dites « de butin » (« Loot Cards » en anglais) qui octroient un objet (potion, monture, illusion ...) dans l'un des deux jeux EverQuest ou EverQuest II. Elles n'ont cependant aucune utilité pour le jeu de cartes proprement dit.

### Mots-clés
Chaque carte peut avoir un ou plusieurs mots-clés associés : « Légende » (carte d'unité unique dans un deck), « Protecteur » (carte d'unité protégeant une quête), « Frénésie » (carte d'unité obtenant un bonus en attaque quand elle est jouée), etc ..
| Extension                 | Mot-clé        | Description |
| ------------------------- | -------------- | --- |
| 03. Oathbreaker           | À une main     | Lorsque vous jouez cet objet, choisissez une restriction « Principale » ou « Secondaire ». Cet objet subit cette restriction. |
| 14. Fall of the Estarim   | Accompagnement | Lorsqu'une ou plusieurs de vos unités sont au combat sur une quête, vous pouvez jouer votre unité possédant « Accompagnement » sur cette quête, comme une action de combat. Elle rejoint le combat.                                              |
| 13. The Jarsath Destroyer | Avancée        | Chaque fois que vous appliquez une aptitude sur une quête sur laquelle vous avez une ou plusieurs unités avec « Avancée », cette aptitude crée un jeton de niveau en plus.                                                                       |
| 11. Legacies              | Aventurier     | Chaque fois que vous remportez un combat impliquant cette unité, placez un jeton de niveau sur sa quête. |
| 13. The Jarsath Destroyer | Blocus         | Chaque fois que votre adversaire applique une aptitude sur une quête sur laquelle vous avez une ou plusieurs unités avec « Blocus », cette aptitude crée un jeton de niveau en moins.                                                            |
| 01. Forsworn              | Cachée         | Vous pouvez jouer votre carte présentant le mot-clé « Cachée » comme une action de combat lorsque votre avatar est un combattant. |
| 04. Ethernauts            | Charge (N)     | Lorsque vous jouez cette carte, placez (N) jetons de charge sur elle. À la fin de votre tour, retirez 1 jeton de charge de cette carte. |
| 08. Vengeful Gods         | Conquête       | Cette carte coûte 1 point de puissance de moins à jouer si votre avatar a gagné un combat pendant ce tour. |
| 02. Inquisitor            | Écraser        | À chaque fois que vous appliquez une aptitude avec « Écraser » sur une quête ou vous avez plus d'unités que chacun de vos adversaires, mettez un jeton de niveau supplémentaire sur cette quête.                                                 |
| 05. Against the Void      | Fabuleux       | Au début d'un jeu de raid, vous pouvez prendre de votre deck une carte fabuleuse et la jouer sans rien payer. |
| 01. Forsworn              | Frénésie       | À chaque fois que vous jouez une unité, votre carte présentant le mot-clé « Frénésie » obtient +1 point en attaque jusqu'à la fin du tour. |
| 01. Forsworn              | Gardien        | Votre unité présentant le mot-clé « Gardien » ne peut pas initier ou rejoindre un raid. |
| 05. Against the Void      | Guetteur       | Chaque fois qu'une unité commence à défendre, dégagez-la. |
| 06. Storm Break           | Immobile       | Cette unité ne peut être déplacée. |
| 01. Forsworn              | Légende        | Vous ne pouvez pas jouer une autre carte qui a le même titre que votre carte présentant le mot-clé « Légende ». |
| 01. Forsworn              | Protecteur     | À chaque fois que votre unité présentant le mot-clé « Protecteur » est dégagée et que votre adversaire applique une aptitude sur la même quête, cette aptitude crée 1 jeton de niveau en moins.                                                  |
| 02. Inquisitor            | Renforcer      | À chaque fois qu'un combat impliquant une unité alliée est sur le point d'être initié sur une quête différente, vous pouvez déplacer votre unité présentant le mot-clé « Renforcer » vers cette quête, à condition que cette unité soit dégagée. |
| 03. Oathbreaker           | Restaurer      | Quand vous jouez cette carte, vous pouvez dégager une unité. |
| 02. Inquisitor            | Sentinelle     | À chaque fois qu'une unité adverse est jouée sur la même quête, votre unité associée à « Sentinelle » obtient +2 points en défense jusqu'à la fin du tour.                                                                                       |
| 06. Storm Break           | Symbiose       | La faction de cette carte est la même que celle de votre avatar. |
| 08. Vengeful Gods         | Tithe          | À la fin de votre tour, s'il y a 2 jetons ou moins sur cette unité, vous pouvez vous défausser d'une carte. Le cas échéant, placez 1 jeton sur cette unité.                                                                                      |
| 16. Drakkinshard          | Tirs croisés   | Chaque fois que vous engagez cette carte pour un bonus de dégâts, infligez 1 point de dégâts à l'avatar de votre adversaire au combat. |
| 03. Oathbreaker           | Vigilant       | Chaque fois qu'un adversaire tente la quête de cette unité, placez 1 jeton de vigilance sur cette unité. |

## Les phases de jeu
Chaque joueur joue à tour de rôle, selon 4 phases :
- Pioche : le joueur pioche 2 cartes dans son deck.
- Quête : si le joueur a dans son jeu une carte d'aptitude dégagée, il doit obligatoirement choisir une quête. Si des unités adverses sont présentes sur cette quête, il doit les affronter. Quelle que soit l'issue du combat, le joueur marque sur cette quête les points de niveau associés à la carte d'aptitude, ce qui peut éventuellement lui permettre de réussir la quête.
- Dégagement : toutes les cartes du joueur sont dégagées.
- Principale : le joueur peut placer des unités, équiper des objets, ou engager certaines cartes afin d'obtenir des bonus. Il peut également lancer des « raids », c'est-à-dire attaquer les unités adverses sur une quête.

## Les extensions
Oathbound est le nom donné au jeu original. Il a été suivi de plusieurs extensions qui apportent chacune différentes nouveautés :
1. Forsworn, sortie le 19 décembre 2007 : multijoueur en 2 contre 2, raid en alliance, nouvelles races d'avatar (hauts-elfes et iksars), nouvelles « classes » d'avatar (paladin, nécromancien, druide, chaman, archer), nouveaux mots-clés (Débordement, Sentinelle, Renfort, Monture).
2. Inquisitor sortie le 7 mars 2008 : nouvelles « classes » d'avatar (moine, enchanteur, inquisiteur, barde), possibilité de créer une guilde.
3. Oathbreaker sortie le 19 juin 2008 : nouvelles « classes » d'avatar (subjugueur, templier, seigneur des bêtes), nouveau mot-clé (Charge)
4. Ethernauts sortie le 9 septembre 2008 : nouveau type d'avatar (générique), nouveau format de starter deck permettant de jouer 4 archétypes différents (au lieu d'un seul par starter).
5. Against the Void sortie le 12 février 2009 : 2 nouvelles races d'avatar (Fae, Arasai), 2 nouveaux mots-clés (Immobile, Accordé).
6. Storm Break sortie le 9 juillet 2009.
7. Travelers sortie le 13 octobre 2009.
8. Vengeful Gods sortie le 23 février 2010.
9. Doom of the Ancient Ones sortie le 15 juin 2010.
10. Dragonbrood - The Anarchs sortie le 14 octobre 2010.
11. Legacies sortie le 1er mars 2011.
12. Priestess of the Anarchs sortie le 25 août 2011.
13. The Jarsath Destroyer sortie le 21 décembre 2011.
14. Fall of the Estarim sortie le 17 avril 2012.
15. Debt of the Ratonga sortie le 6 décembre 2012.
16. Drakkinshard sortie le 13 août 2013.

Il n'y a plus de mise à jour après la sortie de Drakkinshard en 2013, cependant le jeu de cartes reste intégralement jouable, et les joueurs d'EverQuest et EverQuest 2 ayant un abonnement payant bénéficient chaque mois de 5 boosters gratuits non échangeables.
Le serveur est définitivement fermé le 17 août 2016.